# Театар Вук
Театар Вук, некада Установа културе „Вук Стефановић Караџић”, јесте уметнички полигон који позориште ставља у први план али не умањује значај других уметничких дисциплина. Усмерен је пре свега ка младима и представља прву шансу новим уметницима и ствараоцима на њиховом професионалном путу.
Осим примарне позоришне делатности која се развија кроз сопствене продукције, копродукције и гостујуће пројекте, Театар Вук развија и додатне програме са циљем да постане место сусрета савремених уметничких трендова, презентације нових талената и нових вредности и место дијалога којима се преиспитују феномени савременог друштва.
Од 2014. године на место директора ове установе налази се глумац Светислав Гонцић.

## Историја
Зграда у Булевару краља Александра 77а у којој се налази Театар Вук подигнута је педесетих година прошлог века и у њој се налазио Дом културе. Деведесетих година, када је СР Југославији уведен ембарго, театар који је деловао у оквиру ове установе био једина трупа из наше земље која је имала гостовање у Америци.
Општина Звездара је 2005. године у овој згради основала Установу културе „Вук Kараџић”. Због нагомиланих дуговања, одлуком општине Звездара пред крај 2014. покренут је поступак ликвидације ове куће културе. Наредне године из општинске надлежности ова кућа прешла је у руке града, када је и „преименована” у УK „Вук Стефановић Kараџић”.
Године 2019. донета је одлука да се УК „Вук Стефановић Kараџић” промени име у Театар Вук. У писаном образложењу стоји да нови назив, краћи и једноставнији, треба да олакша комуникацију са иностраним позориштима, као и маркетиншке и рекламне акције и програме.